# Cerithiopsis micalii
Cerithiopsis micalii là một loài ốc biển, động vật chân bụng trong họ Cerithiopsidae, được tìm thấy ở các vùng nước thuộc châu Âu. Nó được Cecalupo and Villari miêu tả năm 1997.